# ТВ Нова
ТВ Нова је локална хрватска телевизија која се емитује из хрватског града Пуле, у Истри.
Телевизија се емитује од 26. априла 1996. године. ТВ Нова је део свих хрватских локалних мрежа: CCN-a, NUT-a и Канала 5. ТВ Нова са својим сигналом покрива целу јужну Истру.